# Cheryl Toussaint
Cheryl Renee Toussaint, później Eason (ur. 16 grudnia 1952 w Brooklynie w Nowym Jorku) – amerykańska lekkoatletka specjalizująca się w biegach sprinterskich oraz średniodystansowych, uczestniczka letnich igrzysk olimpijskich w Monachium (1972), srebrna medalistka olimpijska w biegu sztafetowym 4 × 400 metrów.

## Sukcesy sportowe
- sześciokrotna medalistka mistrzostw Stanów Zjednoczonych w biegu na 800 metrów – dwukrotnie złota (1970, 1971)[1], srebrna (1972) oraz trzykrotnie brązowa (1969, 1973, 1975)
- dwukrotna halowa mistrzyni Stanów Zjednoczonych w biegu na 800 metrów – 1972, 1973[2]

| Rok  | Miasto    | Zawody                   | Konkurencja        | Wynik         |
| ---- | --------- | ------------------------ | ------------------ | ------------- |
| 1971 | Cali      | Igrzyska panamerykańskie | sztafeta 4 × 400 m | złoty medal   |
| 1972 | Monachium | Igrzyska olimpijskie     | sztafeta 4 × 400 m | srebrny medal |

## Rekordy życiowe
- bieg na 400 metrów – 52,3 – Westwood 23/05/1976
- bieg na 800 metrów – 2:04,3 – Los Angeles 04/07/1970